# Laphria vivax
Laphria vivax là một loài ruồi trong họ Asilidae. Laphria vivax được Williston miêu tả năm 1883.